# Anna Aloys Henga
Anna Aloys Henga é uma advogada tanzaniana e activista de direitos humanos conhecida pelos seus serviços sociais, incluindo iniciativas de empoderamento das mulheres, como a coordenação contra mutilação genital feminina na Tanzânia. Ela tornou-se a directora executiva do Legal and Human Rights Center em 2018.

## Vida
Os pais de Henga eram funcionários públicos e ela era um dos seus seis filhos. Ela disse que, desde criança, desconhecia a discriminação sexual.
Ela faz campanha para reduzir a mutilação genital feminina. É ilegal na Tanzânia desde 1998, mas estima-se que 10% das meninas ainda sofrem esse tratamento.
Em 2015, ela foi incentivada a disputar as eleições gerais da Tanzânia. Ela também é conhecida por motivar outras mulheres a envolverem-se na política na Tanzânia.
Ela também é uma activista de direitos humanos e foi nomeada directora executiva do Centro Legal e de Direitos Humanos (LHRC) em 2018, substituindo a Dra. Helen Kijo-Bisimba.
Em 2019, ela foi indicada como uma das vencedoras do Prémio Internacional às Mulheres de Coragem e recebeu o prestigioso prémio do Departamento de Estado dos Estados Unidos. Notavelmente, ela, Moumina Houssein Darar (Djibouti) e Maggie Gobran (Egito) foram as três mulheres africanas incluídas neste ano.